# Great Blizzard of 1888

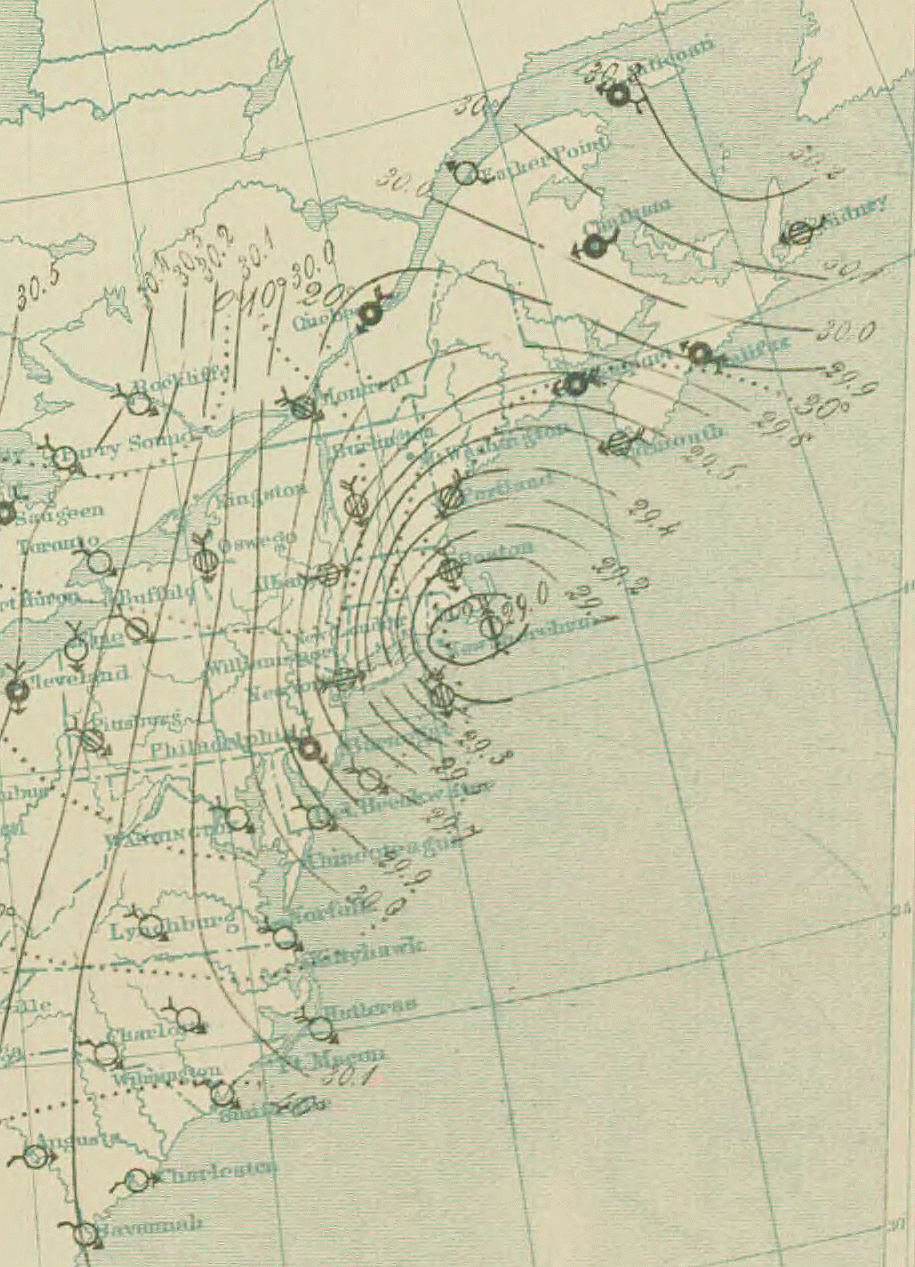
Karta

Great Blizzard of 1888 eller Great Blizzard of '88 (11–14 mars 1888) var en av de strängaste snöstormarna i USA:s historia. Snöfall på 20–60 inches (52–152 centimeter) föll i delar av delstaterna New Jersey, New York, Massachusetts och Connecticut, och vindarna blåste i över 45 engelska mil i timmen (72 km/tim eller 20 meter per sekund). Över 15 meter höga snövallar till följd av snödrev uppstod. Tågtrafiken ställdes in och många människor isolerades i sina hem i upp till en vecka. 400 personer omkom till följd av stormen.

### Fotnoter
1. ↑  Douglas, Paul (2004). Restless Skies. Barnes & Noble Publishing, Inc. sid. 12–13. ISBN 0-7607-6113-2